# Fynn Kliemann
Fynn Kliemann (* 1. Mai 1988 in Zeven) ist ein deutscher Unternehmer, Influencer, Musiker und YouTuber. Er ist vorwiegend für seine Musik und seine drei YouTube-Kanäle Fynn Kliemann (Der Heimwerkerking), Kliemannsland und Fynn Kliemann Musik (ursprünglich fimbim) bekannt.

## Leben
Kliemann wurde in Zeven im niedersächsischen Landkreis Rotenburg (Wümme) geboren und wuchs in der Nachbargemeinde Heeslingen mit seinen beiden Brüdern und mehreren Pflegegeschwistern auf.
Er besuchte die Carl-Friedrich-Gauß-Schule in Zeven. Von 2008 bis 2010 machte er eine Ausbildung zum Mediengestalter an der Wilhelm Wagenfeld Schule in Bremen.
Von 2011 bis 2024 war er zusammen mit Florian Bottmann Geschäftsführer und Webdesigner in der Agentur Herrlich Media. Nach seinem Ausscheiden blieb er stiller Gesellschafter.
2016 erwarb er zusammen mit Hauke Gerdes, einem ehemaligen Mitarbeiter des Websenders Rocket Beans TV, einen alten Bauernhof in Rüspel, den er zum „Projekt Kliemannsland“ umgestaltete.

## Tätigkeiten

### YouTube-Kanäle
In seinem Hauptkanal mit dem Namen Fynn Kliemann dokumentiert Kliemann diverse private Projekte, die durch einen schnellen Schnittstil, Dilettantismus, Humor und häufige Missgeschicke schnell Bekanntheit erlangten. Anfang 2016 kopierte die Baumarktkette Hornbach für ein Werbevideo diesen Stil und wurde dafür stark kritisiert. Kliemann reagierte nur ein paar Stunden später mit einem eigenen Video, für das er von seiner Community viel Zuspruch bekam.
Auf dem Kanal Das Kliemannsland finden sich Episoden der gleichnamigen Webserie, die bis zum 31. Juli 2020 gemeinsam mit Funk produziert wurde und auf einem weitläufigen Hof in Rüspel gefilmt wird, der nach und nach zu einem „Zentrum für Kreative“ umgebaut werden sollte. Kliemannsland gewann 2017 den Webvideopreis Deutschland in der Kategorie „Lifestyle“ sowie den Studio Hamburg Nachwuchspreis in der Kategorie „Bestes Entertainment“. Das Format war anfangs eng mit Rocket Beans TV verbunden und es gibt mehrere gemeinsame Sendungen; außerdem wurde Kliemannsland im Programm von RBTV ausgestrahlt. Im Sommer 2017 fand das Netzwerktreffen von Viva con Agua mit 500 Teilnehmenden auf dem Gelände des Kliemannslands statt. Der Kanal veröffentlichte mindestens ein Video pro Woche und enthält mittlerweile mehrere Formate über Musik, Gärtnerei, das Dorfleben oder Bauprojekte, zudem kam es regelmäßig zu Kooperationen innerhalb des NDR und des Funk-Programms und es gab immer wieder größere Veranstaltungen wie einen Weihnachtsmarkt, Konzerte, einen Flohmarkt oder Liveprogramm. Im November 2023 wurde auf dem Kanal des Kliemanslands die Doku-Reihe Road to Bruno – Alles kann Spielplatz sein über eine Reise zum selbstgebauten Vergnügungspark der Osteria ai Pioppi veröffentlicht.
Auf dem YouTube-Kanal Fynn Kliemann Musik (vormals fimbim) veröffentlichte Kliemann zu Beginn kürzere Musikstücke, häufig auf Basis von Loop-Sessions. Später kamen Lieder aus seinen Heimwerkervideos hinzu.

### Musik
Kliemann macht nach eigenen Angaben seit seiner Jugend Musik. Zunächst spielte er Schlagzeug, später war er Gitarrist eines Singer-Songwriter-Duos. Als sein musikalischer Weggefährte sich selbstständig machte, begann Kliemann mit der Musikproduktion am Computer. Neben gelegentlichen Liveauftritten mit Loopstations veröffentlichte er einzelne Titel auf YouTube und Facebook. Als das Plattenunternehmen Four Music auf ihn aufmerksam wurde und ihm einen Plattenvertrag anbot, lehnte Kliemann ab und beschloss, sein erstes Soloalbum in Eigenregie zu produzieren, wofür er das Label twoFinger Records gemeinsam mit Niklas Tietjen gründete.
Am 8. Juni 2018 erschien auf dem Musik-Kanal Kliemanns erste Single Morgen, gleichzeitig wurde der Vorverkauf seines Debütalbums nie gestartet, das am 28. September 2018 veröffentlicht wurde. nie war in limitierter Auflage in Höhe der Zahl der Vorbestellungen physisch als CD und Schallplatte erhältlich, darüber hinaus ist das Album auf gängigen Download- und Streamingportalen wie iTunes oder Spotify verfügbar. Für über 100.000 verkaufte Einheiten wurde ihm die Goldene Schallplatte verliehen.
Kliemann veröffentlichte Anfang 2020 das Video zu 1 Minute. Gleichzeitig kündigte er sein zweites Album POP an, das am 29. Mai 2020 erschien. Auch das Album POP war physisch nur auf Vorbestellung und limitiert durch die Zahl der Vorbestellungen verfügbar und erreichte Platz 1 in den Albumcharts.
Mit seinem zweiten Album sammelte Kliemann jeweils einen Euro pro verkaufter Einheit für Newcomer. So wurden bei 110.000 verkauften physischen Einheiten 110.000 € an drei von der Community gewählte Künstler gespendet.
2020 veröffentlichte Kliemann das Musikvideo Schmeiß mein LEBEN auf den MÜLL. Einige Tage vor der Veröffentlichung rief er auf, einen Frame seines Musikvideos nachzustellen. Nach seiner Angabe kamen so in unter zehn Stunden 50.000 Bilder zusammen, die er in das Musikvideo einbaute. Diese Aktion startete Kliemann, da er aufgrund der Corona-Pandemie sein Musikvideo von zu Hause gedreht hatte. Er selbst behauptete, dass dieses Video „das Musikvideo mit den meisten Darsteller/-innen der Welt sein [dürfte]“.
2021 folgte das Album Nur mit Remixen und Klavierversionen. Es erreichte auf Anhieb Platz eins der deutschen Albumcharts.
Obwohl er mehrmals in Interviews betonte, keine Musik mehr machen zu wollen, veröffentlichte er 2023 abermals ohne größere vorherige Promotion erstmals nach den Vorwürfen gegen ihn eine Single mit dem Titel Paris. Am 10. Januar 2025 erschien sein drittes Album TOD ebenfalls über das Label twoFinger Records, das ebenfalls auf Platz 1 in den deutschen Albumcharts erreichte.

### Kunst und Schauspiel
Als Schauspieler war Kliemann in der Rolle eines Forstarbeiters im Detlef-Buck-Film Bibi & Tina: Tohuwabohu Total zu sehen. 2017 war er zudem in einer Gastrolle als Polizeibeamter in der Mystery-Serie Wishlist zu sehen sowie in einer Sprecherrolle der Minecraft-Serie Antarktika zu hören. Beide Webserienformate werden von dem öffentlich-rechtlichen Medienangebot Funk produziert.
2018 übernahm Kliemann zusammen mit Olli Schulz das Hausboot des im Juni 2017 verstorbenen Sängers Gunter Gabriel für rund 30.000 Euro, das als Studio für kleine Fernseh- und Musikproduktionen verwendet werden sollte. Dessen Renovierung wurde in der 2021 veröffentlichten Netflix-Dokuserie Das Hausboot gezeigt. 2024 verkauften sie das Schiff an Rick Zabel und dessen Ehefrau.
Am 29. Mai 2020 sollte Fynn Kliemanns Dokumentation 100.000 – Alles, was ich nie wollte. in deutschen Kinos aufgeführt werden. Sein Plan war ursprünglich, den Film ausschließlich an diesem Tag aufzuführen. Aufgrund der Corona-Pandemie hatte Kliemann sein Konzept geändert, weshalb am 25. April 2020 sein 80-minütiger Kinofilm online für 24 Stunden angesehen werden konnte. Dafür hatte er Tickets verkauft und die Einnahmen zu 25 % an lokale Kinos gespendet. Seit dem 29. Mai 2020 ist die Dokumentation kostenlos auf Joyn zu sehen.
Seit 2020 arbeitet Kliemann zusammen mit der Lüttenshoff GmbH an einer neuen ZDFneo-Show mit dem Arbeitstitel Die Lieferung. Der Inhalt der Sendung besteht darin, dass er gemeinsam mit den anderen Protagonisten innerhalb einer bestimmten Zeit aus verschiedenen Bauteilen, die ihnen geliefert werden, etwas zusammenbauen muss. Mit dem Kliemannsland und Global Tactics entstand weiterhin ein Dokumentationsprojekt für MTV.
Seit 2020 tritt Kliemann als Maler in Erscheinung, unter anderem mit einer Ausstellung im Stadtpalais Stuttgart. Die zweite offene Edition seines Gemäldes Tukan wurde als Kunstdruck über 3000-mal verkauft.
In Verbindung mit dem 2025 veröffentlichten Album TOD eröffnete Kliemann eine Ausstellung in Hamburg.

### Podcast
2018 produzierte Fynn Kliemanns einen Podcast zur Entstehung seines ersten Albums. Seit Juli 2025 betreibt er mit Nisse einen Podcast namens „Teenager mit deutschem Akzent“.

### Unternehmertum
Kliemann ist Inhaber und Gesellschafter einiger Unternehmen aus den Bereichen Film- und Musikproduktion, Programmierung, Handel und Immobilien. Kliemann hat u. a. in das Hanf-Startup Sanity Group investiert.
Seit 2016 vertreibt Kliemann Bekleidung in seinem Onlineshop oderso.cool. Die Stücke wurden von der Textilmanufaktur Global Tactics produziert, an der Kliemann sich beteiligte. Darüber hinaus produzierte und vertrieb das Unternehmen Merchandise für Musiker. Die dafür notwendigen Onlineshops wurden von Herrlich Media eingerichtet.
Im Frühjahr 2020 produzierte Global Tactics Alltagsmasken im Zuge der COVID-19-Pandemie. Pro Tag wurden bis zu 10.000 Masken produziert, mit denen zunächst bevorzugt Pflege- und medizinische Einrichtungen versorgt wurden. Vermarktet wurden die Masken über das Label Oderso, vertrieben über den Onlinehändler About You und den markeneigenen Onlineshop.
Im Juli 2022 wurde Kliemann als Geschäftsführer der Kliemannsland GmbH ordentlich abberufen. Seit April 2023 ist Kliemann wieder Geschäftsführer.

## Betrugsvorwürfe
Am 6. Mai 2022 veröffentlichte das ZDF Magazin Royale eine unter anderem auf interne Chats, Lieferscheine und Fotos gestützte Recherche, in der Betrugsvorwürfe gegenüber Fynn Kliemann und seinem Geschäftspartner Tom Illbruck erhoben wurden. Demnach sollen Kliemann und Illbruck in der Anfangszeit der COVID-19-Pandemie Alltagsmasken als unter fairen Bedingungen und in Europa produzierte Ware vermarktet haben, obwohl sie tatsächlich teils unter ausbeuterischen Bedingungen in Vietnam und Bangladesch produziert wurden. Darüber hinaus seien irreführende Angaben zu den erwirtschafteten Gewinnen gemacht worden. Außerdem sollen öffentlichkeitswirksam rund 100.000 Masken an Geflüchtete gespendet worden sein, ohne zu erwähnen, dass es sich dabei um eine mangelhafte Ware mit verringertem Infektionsschutz handelte. Zusätzlich wurde berichtet, dass Kliemann die Verwendung von Geldern nicht korrekt angegeben habe.
Am Tag der Veröffentlichungen durch das ZDF Magazin Royale entschuldigte sich Kliemann in einer Stellungnahme auf seinem Instagram-Kanal. Er wies die Betrugsvorwürfe zurück, wobei er zugab, dass Global Tactics auch Masken in Bangladesch produziert habe, und dass er mit dem Geschäft, anders als zuvor behauptet, auch Geld verdient habe. Über seinen Onlineshop habe er jedoch, wie angegeben, nur in Europa produzierte Masken verkauft. Die an Flüchtlingslager gelieferten Masken sollen nicht defekt, sondern nur größer als die ursprüngliche Vorgabe gewesen sein. Das Unternehmen About You kündigte an, den Fall intern prüfen zu wollen, zudem wurden die Masken noch am Abend des 6. Mai aus dem Sortiment genommen.
Der Ehrenpreis des Next Economy Awards, den Kliemann für die Maskenproduktion im Rahmen des Deutschen Nachhaltigkeitspreises 2020 erhalten hatte, wurde ihm von der veranstaltenden Stiftung nachträglich aberkannt, da er unlautere Methoden angewendet und die Stiftung mit Greenwashing hintergangen habe. In einem Interview mit dem Spiegel gab Kliemann an, mit den Masken fast eine halbe Million Euro verdient zu haben. Diese Zahl wurde später nach Berechnungen einer Wirtschaftsprüferin auf lediglich 284.000 Euro korrigiert. Zur Behauptung, dass „Masken zum dreifachen des Herstellungspreises an Flüchtlingslager verkauft“ worden seien, gab der Stern später eine Unterlassungserklärung ab.
Am 21. Mai 2022 trat Tom Illbruck als Geschäftsführer von Global Tactics zurück. Illbruck bestritt die Betrugsvorwürfe, gestand allerdings „kommunikative Fehler“ ein. Für die Mängel und Produktionsbedingungen in Asien sei der von Fynn Kliemann vermittelte Produzent Adrian Ahrens (Texolution GmbH & Co. KG) verantwortlich.
Am 27. Mai 2022 veröffentlichte Kliemann eine weitere Stellungnahme zu den Vorwürfen. Er selbst habe ausschließlich fair produzierte Masken aus Portugal verkauft. An der global tactics Textilmanufaktur e. K. sei er nicht beteiligt gewesen; die Bewerbung und Kommunikation erfolgte unentgeltlich; an Gewinnen sei er nicht beteiligt. Er habe weder Masken an Flüchtlingscamps gespendet noch verkauft. Gewinne aus den Maskenverkäufen werde er spenden, ebenso die gesammelten „Soli-Beiträge“ bei LDGG. Seine Beteiligung an den 2021 gegründeten Gesellschaften der Global Tactics Unternehmensgruppe wolle er „auflösen“; seine privaten und geschäftlichen Beziehungen zu Illbruck beenden. In seinen Unternehmen wolle er zukünftig einen „unabhängigen Beirat“ einführen und dessen Ergebnisse in einer Satzung verankern. Zudem veröffentlichte er Berichte einer Wirtschaftsprüfung, welche seine Aussagen stützen.
Wie am 20. Juni 2022 bekannt wurde, kam es laut einer Recherche des rbb auch bei Kunstauktionen von Kliemann zu Ungereimtheiten. Entgegen den Auktionsbedingungen seien bei Versteigerungen seiner Musikstücke als NFT die Auktionen nicht fristgerecht von Kliemann beendet worden. Somit wurde in vermutlich 86 von 100 Fällen den jeweils eigentlich Höchstbietenden der Zuschlag verwehrt. Zu diesen Vorwürfen schrieb Kliemanns Anwalt dem Politmagazin Kontraste, er habe mit der Auktion „Neuland“ betreten. Zudem habe er keine Kenntnis darüber gehabt, dass alle Höchstgebote einzeln und von Hand bestätigt werden mussten.
Am 15. Juni 2022 wurde bekannt, dass die Staatsanwaltschaft Stade ein Ermittlungsverfahren gegen Kliemann wegen Betrugs eingeleitet hat. Sie kam mit dem Gericht überein, dass der Vorwurf des Betruges keinen Bestand gehabt hätte und höchstens Tatbestände der strafbaren Werbung nach § 16 UwG erfüllt sein könnten. In Absprache mit Kliemann wurde das Verfahren im ersten Quartal 2023 unter der Auflage eingestellt, dass Kliemann je 5000 € an vier gemeinnützige Organisationen zahlt. Auch das Verfahren gegen Illbruck wurde eingestellt.

## Diskografie
Studioalben

| Jahr | Titel Musiklabel            | Höchstplatzierung, Gesamtwochen, AuszeichnungChartplatzierungen (Jahr, Titel, Musiklabel, Platzierungen, Wochen, Auszeichnungen, Anmerkungen) | Höchstplatzierung, Gesamtwochen, AuszeichnungChartplatzierungen (Jahr, Titel, Musiklabel, Platzierungen, Wochen, Auszeichnungen, Anmerkungen) | Höchstplatzierung, Gesamtwochen, AuszeichnungChartplatzierungen (Jahr, Titel, Musiklabel, Platzierungen, Wochen, Auszeichnungen, Anmerkungen) | Anmerkungen                                                  |
| Jahr | Titel Musiklabel            | DE | AT | CH | Anmerkungen                                                  |
| ---- | --------------------------- | --- | --- | --- | ------------------------------------------------------------ |
| 2018 | Nie TwoFinger Records (BMG) | DE8 Gold · (16 Wo.)DE | AT29 (1 Wo.)AT | CH73 (1 Wo.)CH | Erstveröffentlichung: 28. September 2018 Verkäufe: + 100.000 |
| 2020 | Pop TwoFinger Records (BMG) | DE1 Gold · (12 Wo.)DE | AT9 (1 Wo.)AT | CH26 (1 Wo.)CH | Erstveröffentlichung: 29. Mai 2020 Verkäufe: + 100.000       |
| 2025 | Tod TwoFinger Records (BMG) | DE1 (2 Wo.)DE | — | — | Erstveröffentlichung: 10. Januar 2025                        |

## Filmografie

### Filme
- 2017: Bibi & Tina: Tohuwabohu Total
- 2020: 100.000 – Alles, was ich nie wollte[34]

### Serien
- 2020: Die Lieferung (ZDFneo)
- 2021: Das Hausboot (Netflix)
- 2023: Road to Bruno – Alles kann ein Spielplatz sein
- 2025: Intimate

### Gastauftritte
- 2017: Wishlist (1 Folge, Funk)

### Synchronisation
- 2017–2018: Antarktika (Funk)
- 2022: Die Gangster Gang (The Bad Guys) (Animationsfilm)

## Auszeichnungen
1 Live Krone
- 2018: in der Kategorie Bester Newcomer[65]
- 2020: in der Kategorie Bester Künstler[65]

MTV Europe Music Award
- 2020: in der Kategorie Best German Act[66]

Weitere
- 2017: Webvideopreis für das Kliemannsland[67]
- 2020: Next Economy Award Sonderpreis für Nachhaltigkeit[68], 2022 wegen Anwendung unlauterer Methoden und Greenwashing aberkannt.[69]

## Veröffentlichung
- Fynn Kliemann, Lars Kelbert: Öv Aeöv Eueij: Fast 21 beknackte Romane in großer Schrift. Selbstverlag, Zeven 2017, ISBN 978-3-00-055617-3.

## Dokumentarfilm
- Fynn Kliemann – Ich hoffe, ihr vermisst mich. Dokumentation, 2025, Buch und Regie: Mariska Lief, Produktion: Hessischer Rundfunk (in Kooperation mit BR, ARD Kultur, rbb und MDR).[70]